# Limberg bei Wies
Limberg bei Wies är en ort i Österrike. Den ligger i kommunen Wies i förbundslandet Steiermark, 190 kilometer sydväst om huvudstaden Wien. Orten var till och med 2014 huvudort i kommunen Limberg bei Wies som även omfattade orten Mitterlimberg.